# جدول الذئب (اوكلاهوما)
جدول الذئب اوكلاهوما هو عبارة عن نهر يقع في ولاية تكساس في الولايات المتحدة.

## وصلات خارجية
- "An Analysis of Texas Waterways". مؤرشف من الأصل في 2014-12-01. اطلع عليه بتاريخ 2006-05-04.
- USGS Geographic Names Information Service
- USGS Hydrologic Unit Map - State of Texas (1974)

‌